# Coppa delle Coppe dell'AFC 1998-1999
La Coppa delle Coppe dell'AFC 1998-1999 è la 9ª edizione della coppa a cui presero parte 28 squadre da altrettante federazioni provenienti da tutta l'Asia.

## First round

### West Asia
| Squadra 1    | Totale | Squadra 2        | Andata  | Ritorno |
| ------------ | ------ | ---------------- | ------- | ------- |
| Kazma        | 5-2    | Al Wahda         | 2-0     | 3-2     |
| Al Ahli      | 0-3    | Al Talaba        | 0-0     | 0-3     |
| PAS          | 10-3   | Seeb             | 10-1    | 0-2     |
| Al Ahli      | (w/o)1 | Al Nejmeh        | {{{6}}} | {{{7}}} |
| Khujand      | 2-5    | Pakhtakor        | 1-1     | 1-4     |
| Nisa Aşgabat | 2-1    | Kaisar Kzyl-Orda | 1-0     | 1-1     |
| Al Ittihad   | bye    | {{{4}}}          | {{{6}}} | {{{7}}} |
| Al Nasr      | bye    | {{{4}}}          | {{{6}}} | {{{7}}} |

1 Al Nejmeh ritirato.

### East Asia
| Squadra 1               | Totale | Squadra 2            | Andata  | Ritorno |
| ----------------------- | ------ | -------------------- | ------- | ------- |
| Sinthana                | 5-2    | Woodlands Wellington | 4-1     | 1-1     |
| Customs                 | 2-5    | Sarawak              | 1-2     | 1-3     |
| Chunnam Dragons         | (w/o)1 | Police SC            | {{{6}}} | {{{7}}} |
| Salgaocar               | 1-4    | Beijing Guoan        | 1-0     | 0-4     |
| Mahendra Police         | 0-2    | New Radiant          | 0-0     | 0-2     |
| Happy Valley            | (w/o)2 | PIA                  | {{{6}}} | {{{7}}} |
| Yangon City Development | bye    | {{{4}}}              | {{{6}}} | {{{7}}} |
| Kashima Antlers         | bye    | {{{4}}}              | {{{6}}} | {{{7}}} |

1 Police SC ritirato.

2 PIA FC ritirato.

## Secondo Turno

### West Asia
| Squadra 1    | Totale | Squadra 2  | Andata | Ritorno |
| ------------ | ------ | ---------- | ------ | ------- |
| Kazma        | 4-2    | Al-Nasr    | 3-0    | 1-2     |
| PAS          | 1-2    | Al Talaba  | 0-1    | 1-1     |
| Al Ahli      | 1-7    | Al Ittihad | 0-0    | 1-7     |
| Nisa Aşgabat | 5-6    | Pakhtakor  | 5-0    | 0-6     |

### East Asia
| Squadra 1               | Totale | Squadra 2       | Andata | Ritorno |
| ----------------------- | ------ | --------------- | ------ | ------- |
| Yangon City Development | 0-4    | Sarawak         | 0-1    | 0-3     |
| New Radiant             | 4-6    | Happy Valley    | 3-1    | 1-5     |
| Sinthana                | 1-11   | Kashima Antlers | 1-2    | 0-9     |
| Beijing Guoan           | 0-4    | Chunnam Dragons | 0-2    | 0-2     |

## Quarti di finale

### West Asia
| Squadra 1  | Totale | Squadra 2 | Andata | Ritorno |
| ---------- | ------ | --------- | ------ | ------- |
| Kazma      | (w/o)1 | Al Talaba |        |         |
| Al Ittihad | 4-0    | Pakhtakor | 3-0    | 1-0     |

1 Kazma ritirato.

### East Asia
| Squadra 1    | Totale | Squadra 2       | Andata | Ritorno |
| ------------ | ------ | --------------- | ------ | ------- |
| Happy Valley | 1-7    | Chunnam Dragons | 0-3    | 1-4     |
| Sarawak      | 2-14   | Kashima Antlers | 2-4    | 0-10    |

## Semifinali
| Tokyo 16 aprile , 1999                                                                                               | Al Talaba | 1 – 3                                                      | Al Ittihad | Stadio Olimpico |
| \| \| \| \| \| Qathan Jathir Drain 36’ \| Marcatori \| 20’ Mohammad Al-Sahafi 25’ Dalian Atkinson 90’ Ahmed Bahja \| |           |                                                            |            |                 |
| |           |                                                            |            |                 |
| Qathan Jathir Drain 36’                                                                                              | Marcatori | 20’ Mohammad Al-Sahafi 25’ Dalian Atkinson 90’ Ahmed Bahja |            |                 |

| Tokyo 16 aprile , 1999                                                                                      | Kashima Antlers | 1 – 4                                                    | Chunnam Dragons | Stadio Olimpico |
| \| \| \| \| \| Yutaka Akita 12’ \| Marcatori \| 33’, 86’ Roh Sang-rae 48’ Kim Jong-hyun 66’ Lim Kwan-Sik \| |                 |                                                          |                 |                 |
| |                 |                                                          |                 |                 |
| Yutaka Akita 12’                                                                                            | Marcatori       | 33’, 86’ Roh Sang-rae 48’ Kim Jong-hyun 66’ Lim Kwan-Sik |                 |                 |

## Finale terzo posto
| Tokyo 18 aprile , 1999                                | Kashima Antlers | 1 – 0 | Al Talaba | Stadio Olimpico |
| \| \| \| \| \| Tomoyuki Hirase 42’ \| Marcatori \| \| |                 |       |           |                 |
|                                                       |                 |       |           |                 |
| Tomoyuki Hirase 42’                                   | Marcatori       |       |           |                 |

## Finale
| Tokyo 18 aprile , 1999                                                                                        | Al Ittihad | 3 – 2 (d.t.s.)        | Chunnam Dragons | Stadio Olimpico |
| \| \| \| \| \| Ahmed Bahja 10’ (rig.), 105’ (rig.) Mohammed Noor 84’ \| Marcatori \| 14’, 70’ Roh Sang-rae \| |            |                       |                 |                 |
| |            |                       |                 |                 |
| Ahmed Bahja 10’ (rig.), 105’ (rig.) Mohammed Noor 84’                                                         | Marcatori  | 14’, 70’ Roh Sang-rae |                 |                 |